# Szava
Szava is een plaats (község) en gemeente in het Hongaarse comitaat Baranya. Szava telt 362 inwoners (2001).